# 丘斯皮科查湖
10°24′16″S 76°44′46″W / 10.40444°S 76.74611°W
丘斯皮科查湖（Chuspiccocha），是秘魯的湖泊，位於該國中部瓦努科大區的勞里科查省，處於帕塔爾科查湖東南面和廷基科查湖西北面的勞拉山脈地區，海拔高度4,150米。